# Grønning (Skive Kommune)
|  | For alternative betydninger, se Grønning (flertydig) |
Grønning er en dansk landsby i Grønning Sogn, Skive Kommune. Den ligger mellem Skive og Breum på sekundærrute 551.
Der er en lille sportsplads i midten af byen. 
Grønning ligger på Åkjærsvej og har to sideveje, Dalgårdsvej og Grønningvej. I byen bor der  omkring 58 mennesker.
|  | Denne artikel om lokaliteten Grønning (Skive Kommune) kan blive bedre, hvis der indsættes et (bedre) billede. Du kan hjælpe ved at afsøge Wikimedia Commons for et passende billede eller lægge et op på Wikimedia Commons med en af de tilladte licenser og indsætte det i artiklen. |

56°38′58.56″N 9°2′50.52″Ø / 56.6496000°N 9.0473667°Ø